# Lava Forks Park
Lava Forks Park är en park i Kanada.   Den ligger i provinsen British Columbia, i den västra delen av landet, 3 900 km väster om huvudstaden Ottawa. Lava Forks Park ligger 621 meter över havet.
Terrängen runt Lava Forks Park är huvudsakligen bergig. Lava Forks Park ligger nere i en dal. Trakten runt Lava Forks Park är nära nog obefolkad, med mindre än två invånare per kvadratkilometer.. Det finns inga samhällen i närheten. 
Trakten runt Lava Forks Park består i huvudsak av gräsmarker.